# تجارب عائلية (مسلسل)
تجارب عائلية مسلسل سوري من تأليف علاء الدين كوكش وأكرم شريم، وإخراج علاء الدين كوكش.

## ملخص القصة
تدور القصة حول أب يقترب من سن التقاعد وبمناسبة ذلك يقرر أن يختبر قدرة أسرته على إدارة شؤونها بنفسها فيخصص لكل من افراد أسرته بما فيهم ابنه الصغير، أسبوعا كاملا يكون فيه هذا الشخص هو الآمر الناهي في الاسرة ويحصل من وراء ذلك العديد من المفارقات الطريفة.

## الممثلون
- ملك سكر / نادية.
- طلحت حمدي / أحمد.
- نجاح حفيظ / نعيمة (أم أحمد).
- تيسير السعدي / أبو أحمد.
- سامية الجزائري / الجدة.
- سليم كلاس / سعيد.
- رشيد عساف / ناصر.
- عادل عبد الوهاب
- سلوم حداد / فتحي.
- هاني السعدي / مروان.
- إيمان كامل
- محمد الشيخ نجيب / كريم.
- هاني شاهين / ماجد.
- هيثم جبر / عبدو.
- محمد الطرقجي / أبو نبيل.
- أحمد مللي / نبيل.
- سناء زاهر
- هدى الحسن
- أمل سكر / أم خليل.
- صباح سالم / سمر.
- سامر بغدادي / رامي - طفل.